# Kleeblattkanne

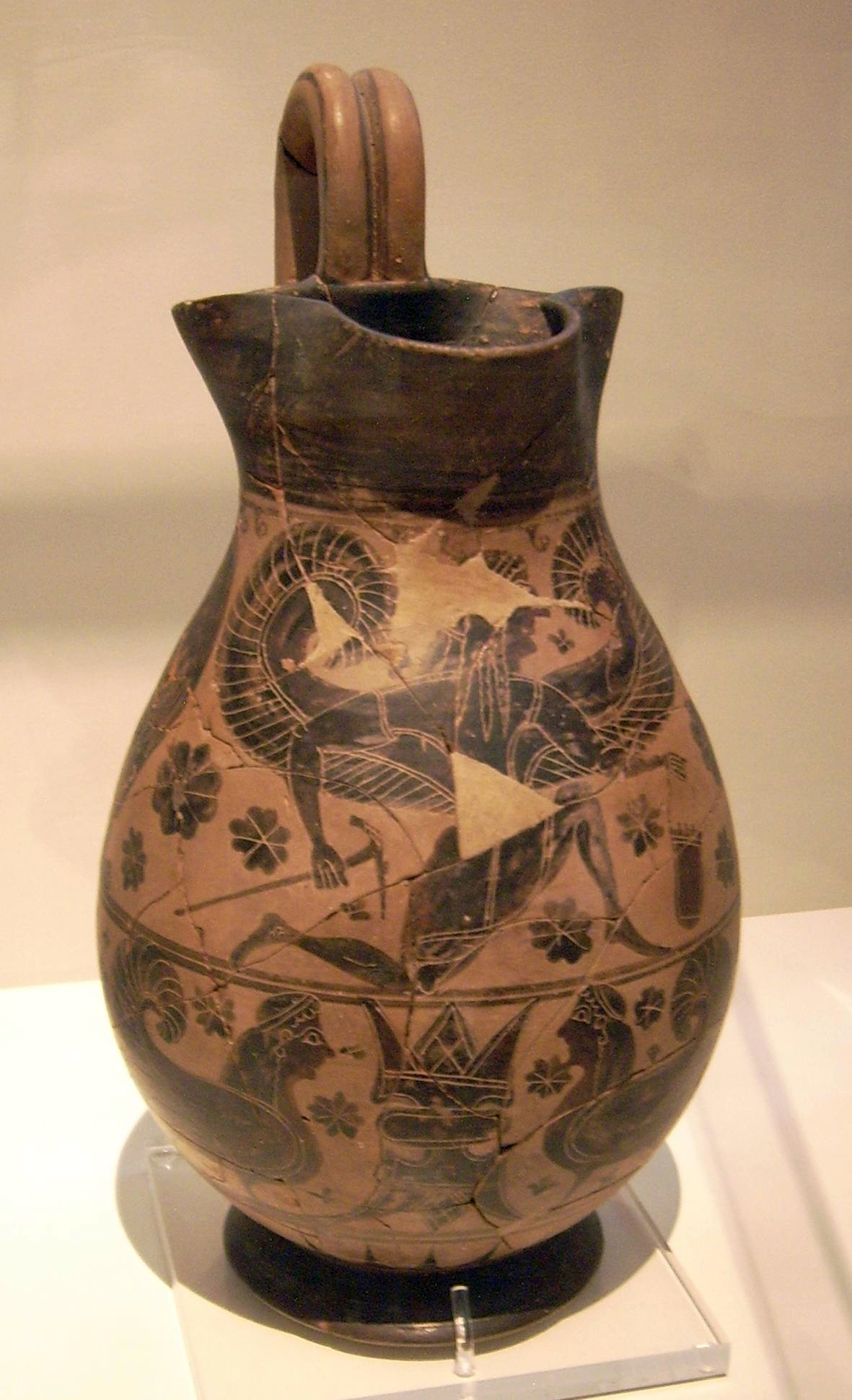
Frühattisch-schwarzfigurige Olpe des Kerameikos-Malers; obere Zone: geflügelter Jüngling (Aristaios) zwischen Löwen, untere Zone: Sirenen, Panter und Lotusblumen; um 600 v. Chr.; Archäologisches Nationalmuseum Athen

Kleeblattkannen sind eine durch ihre Mündungsform definierte Spielart der antiken griechischen Kannen.

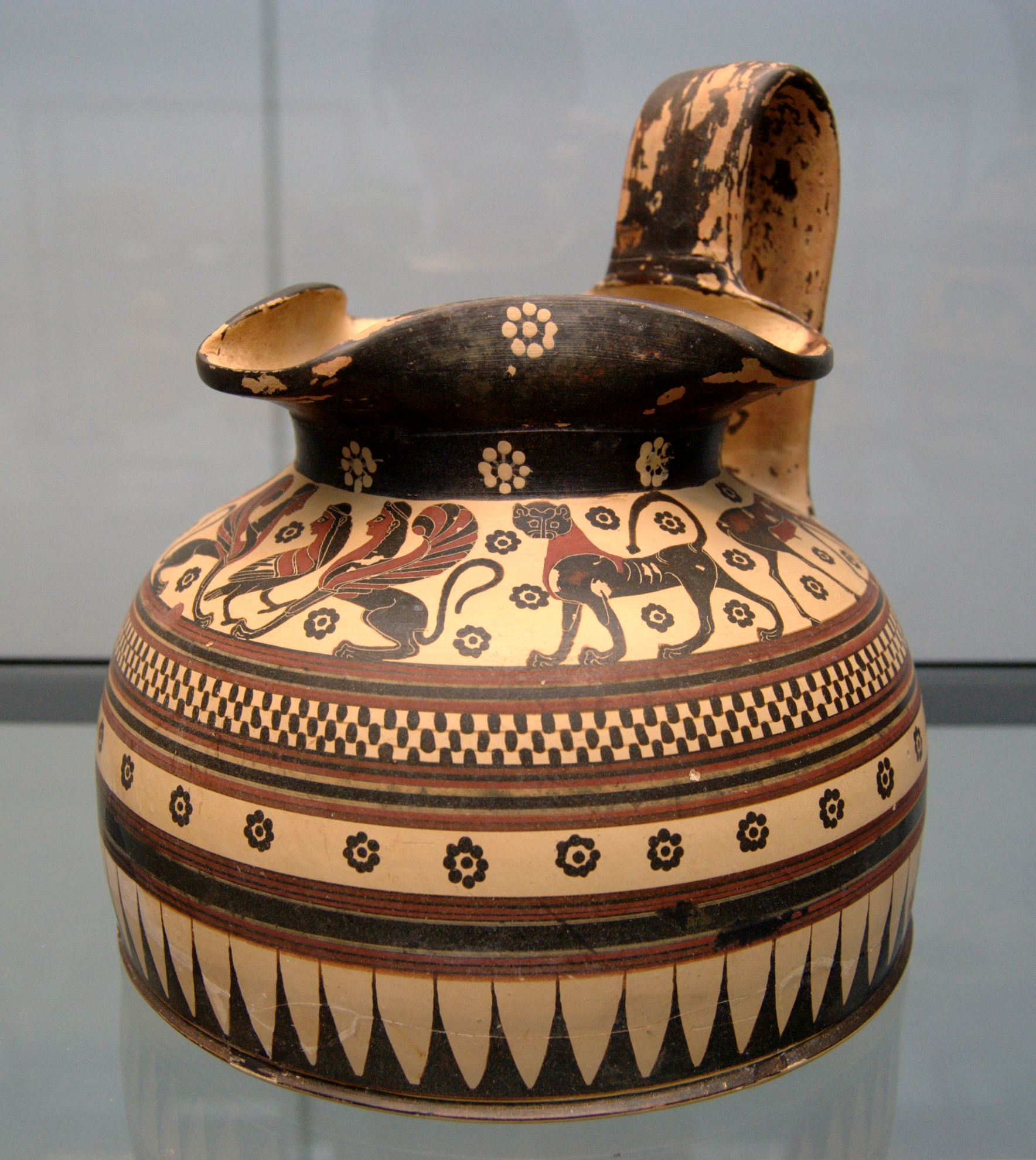
Oinochoe im korinthischen Tierfries-Stil, um 630 v. Chr., Staatliche Antikensammlungen

Kleeblattkannen gibt es vorrangig bei zwei Spielarten griechischer Vasen, der Oinochoe und der Olpe. Den modernen Namen erhielt die Form aufgrund ihrer Mündung, die in ihrer Wellenform beim Draufschauen von oben an ein Kleeblatt erinnert.